# Rok Kolander
Rok Kolander (ur. 8 lutego 1980 w Mariborze) – słoweński wioślarz, reprezentant Słowenii w wioślarskiej czwórce bez sternika podczas Letnich Igrzysk Olimpijskich w Pekinie.

## Osiągnięcia
- Mistrzostwa Świata – Lucerna 2001 – czwórka bez sternika – 3. miejsce[1].
- Mistrzostwa Świata – Eton 2006 – czwórka bez sternika – 5. miejsce[1].
- Mistrzostwa Świata – Monachium 2007 – czwórka bez sternika – 5. miejsce[1].
- Mistrzostwa Europy – Poznań 2007 – czwórka bez sternika – 6. miejsce[2].
- Igrzyska Olimpijskie – Pekin 2008 – czwórka bez sternika – 4. miejsce[1].
- Mistrzostwa Świata – Poznań 2009 – czwórka bez sternika – 3. miejsce[2].